# Ried (Landschaft im Elsass)

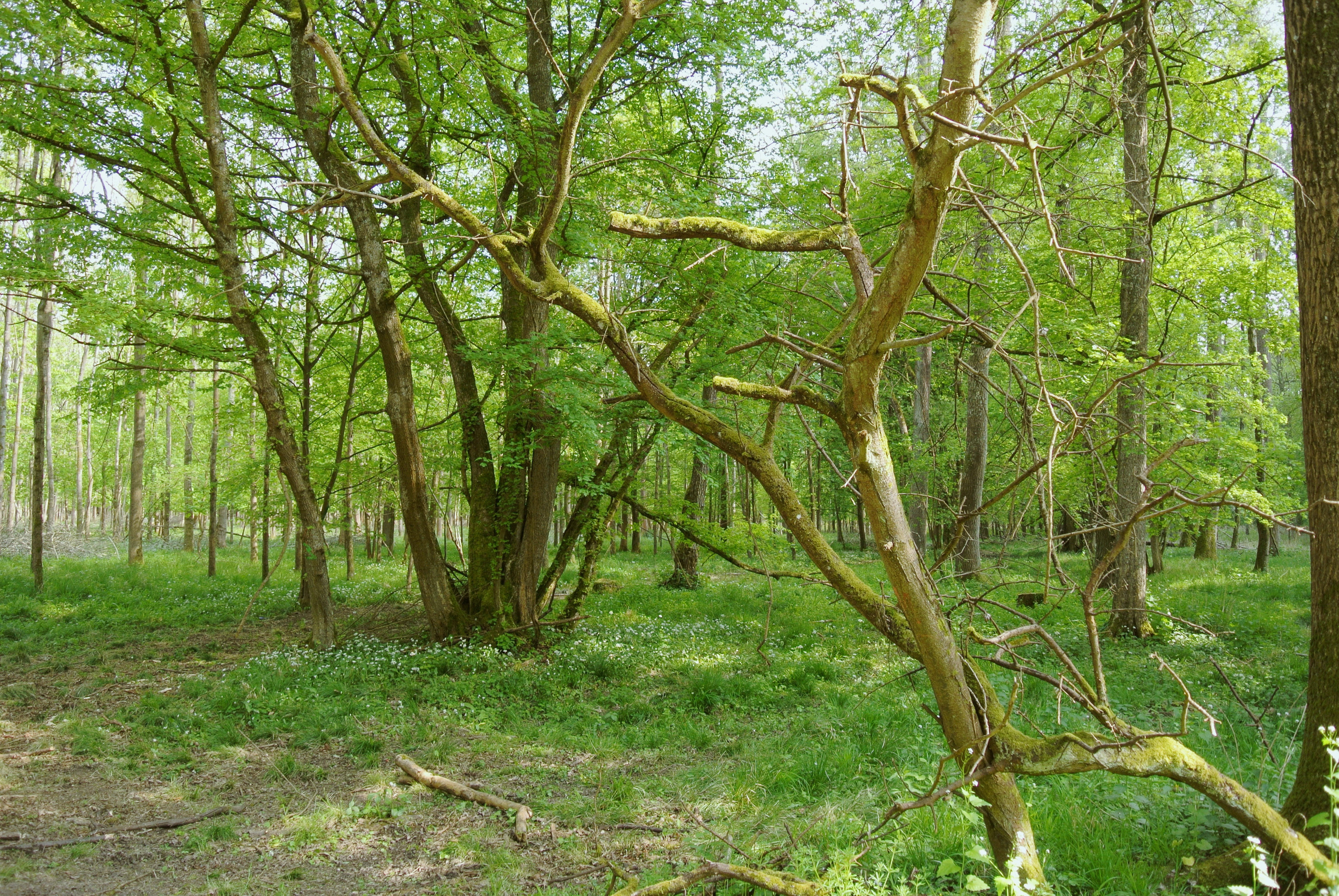
Waldlandschaft am Illwald, südlich von Schlettstadt

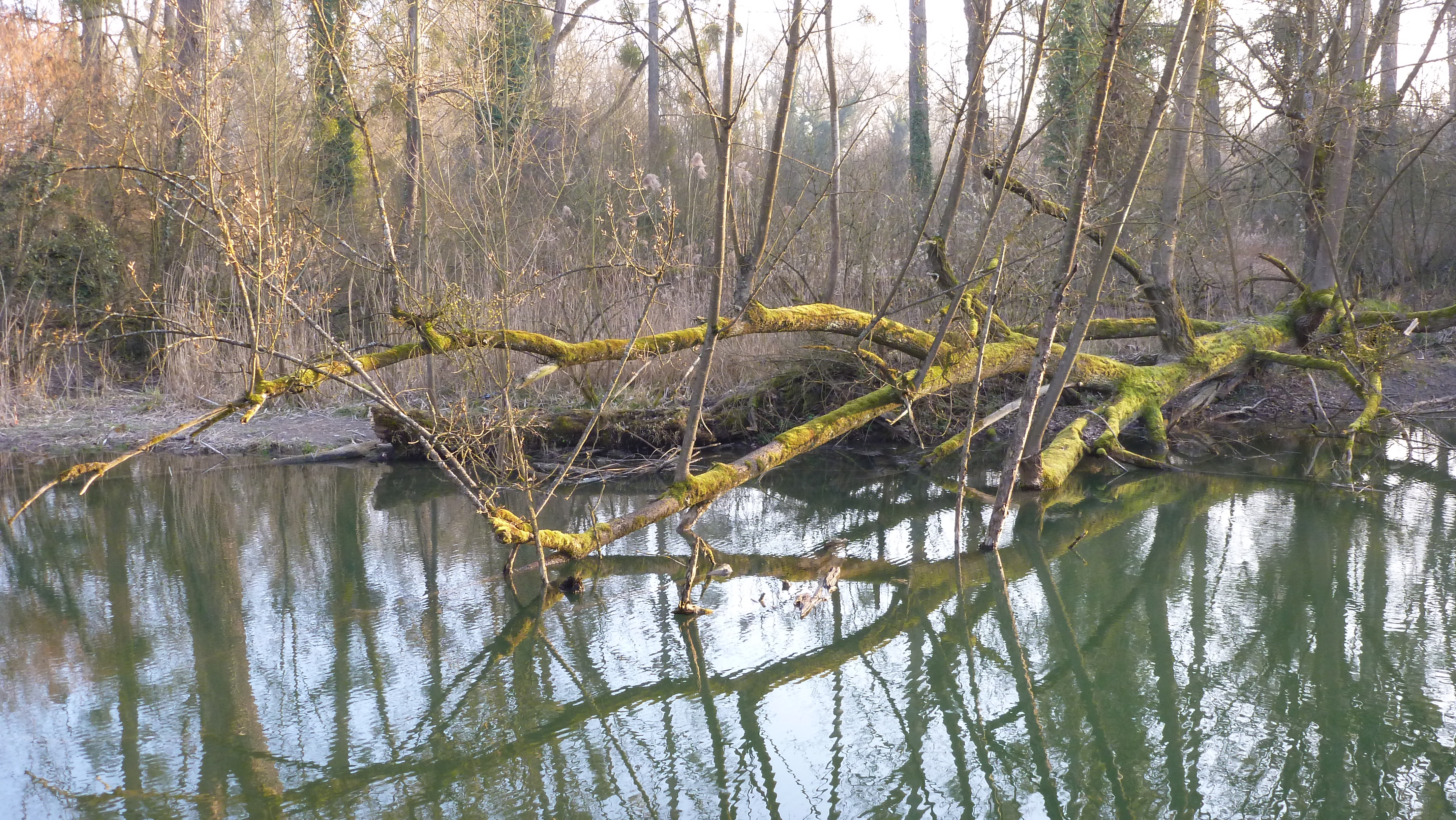
Die Insel Rohrschollen, östlich von Straßburg

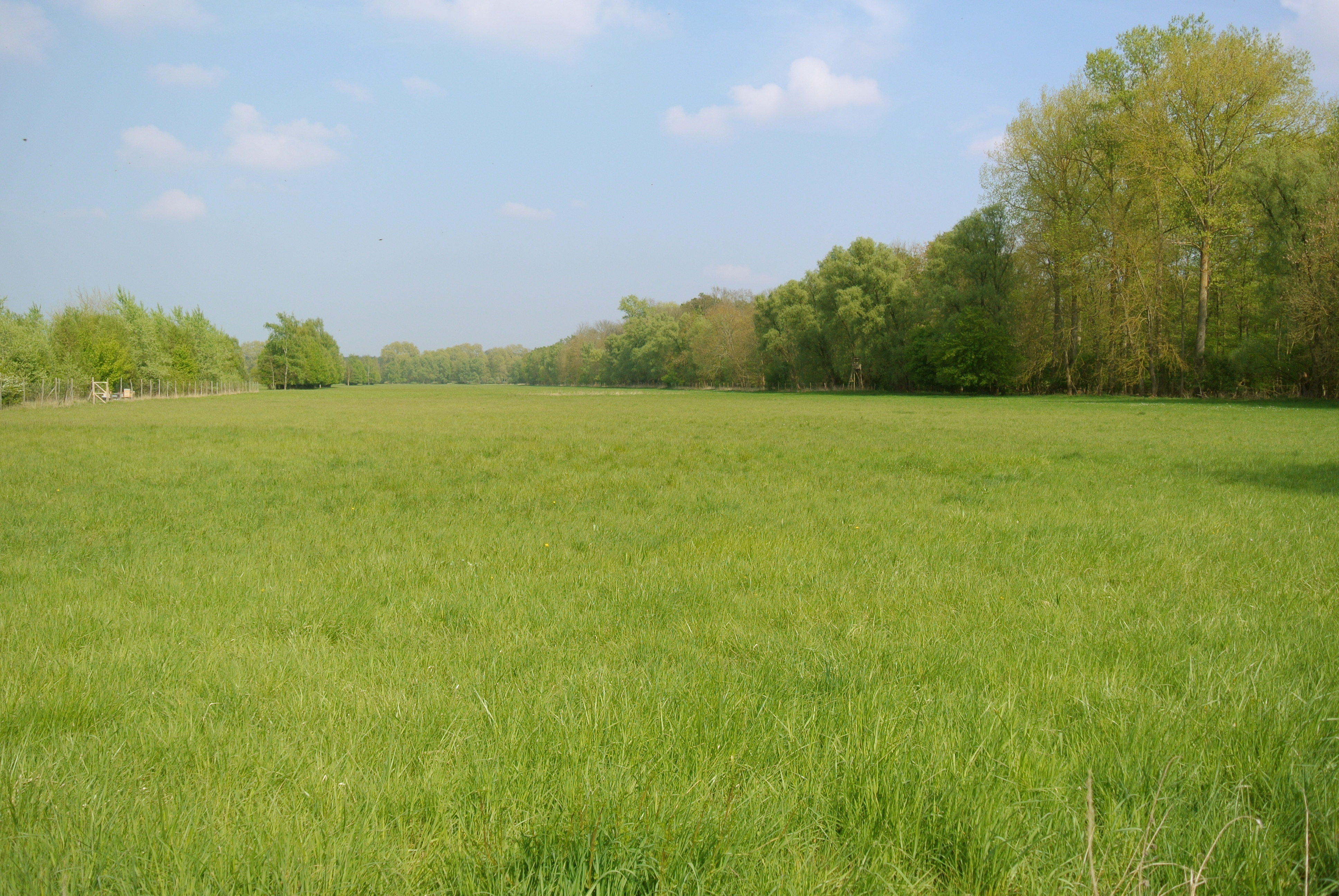
Grasland und Illwald, südlich von Schlettstadt

Das Ried ist eine elsässische Landschaft. Sie besteht aus Weiden, die regelmäßig überflutet werden, und auch aus Galeriewäldern, deren Vegetation üppig ist.
Das Petit Ried im Norden und das Grand Ried im Süden prägen die Landschaft längs des Rheins und der Ill, zwischen Lauterbourg und Sélestat.
Die Rheinregulierung hat sich auf diese Landschaft negativ ausgewirkt. Da der zwischen den Deichen eingezwängte Rhein die Sedimente nicht mehr ausbreiten kann, wie früher, und eine wesentlich höhere Fließgeschwindigkeit aufweist, gräbt er sich immer tiefer in die darunterliegenden Kiesschichten ein. Aufgrund dessen sank der Grundwasserspiegel und früher vom Rhein versorgte Wasserreservoirs liefen im Gegenlauf in den Rhein ab. Die Böden der Weidenflächen sind dadurch viel trockener geworden. 

## Toponymie
Das Wort Ried ist verwandt mit dem deutschen Wort Reet und dem englischen Reed und bedeutet Schilf.

## Geologie
Im Laufe des Quartärs, als der Rheingraben weiter absank, wurde die Ebene mit alluvialen Sedimenten aufgefüllt. Sie kamen zwar aus den Vogesen, aber vor allem aus den Alpen. Die Mächtigkeit erreicht 75 m in Straßburg, 150 in Mülhausen und 250 m in Neuf-Brisach. Der Sand aus den Vogesen weist einen hohen Gehalt an Turmalin auf, während der aus den Alpen kommende Sand durch eine Kombination von schweren Mineralien (Hornblende, Epidot and Granat) gekennzeichnet ist.
Aufgrund der Porosität des Gesteins befindet sich im Oberrhein das größte Grundwasserreservoir Europas.